# サイエンス君の世界旅行
『サイエンス君の世界旅行』（サイエンスくんのせかいりょこう）は、秋玲二の学習漫画作品である。第7回小学館漫画賞（1961年度）受賞作品。ジャンルは地理学習漫画。全4巻。主人公が航空機で旅行しながら各地を紹介するという漫画となっている。なお、「サイエンス君」は本名ではない。本作品は東京国際空港（羽田空港）から出発する。飛行機の名前は「ワールド号」である。

## 登場人物
サイエンス君
本作の主人公。飛行機で世界旅行する。
みどりさん
本作のヒロイン。サイエンス君の親友。サイエンス君とともに飛行機で世界旅行する。

## コマ割りについて
本作品のコマ割りは①、②と書いており、読む順番が示されている。

## 書誌情報
1. 「サイエンス君の世界旅行」（1　アジア編）、さ・え・ら書房、1961年
2. 「サイエンス君の世界旅行」（2　アフリカ，南ヨーロッパ編）、さ・え・ら書房、1961年
3. 「サイエンス君の世界旅行」（3　ヨーロッパ編　付 シベリア）、さ・え・ら書房、1962年
4. 「サイエンス君の世界旅行」（4　南北 アメリカ オセアニア 編）、さ・え・ら書房、1963年